# Maria Larsson (politiker)
Ingrid Maria Larsson, född 20 januari 1956 i Långasjö församling, Kalmar län, är en svensk lärare, ämbetsman och politiker (kristdemokrat). Hon var riksdagsledamot 1998–2014, förste vice partiordförande för Kristdemokraterna 2003–2015, biträdande socialminister (först barn- och äldreminister, sedan äldre- och folkhälsominister) 2006–2014 samt landshövding i Örebro län 2015–2022. Sedan 2025 är hon förbundsordförande för SPF Seniorerna.

## Biografi
Maria Larsson är född och uppvuxen på en bondgård i Långasjö i södra Småland. Hon utbildade sig till mellanstadielärare på Lärarhögskolan i Växjö 1975–1978 och arbetade som mellanstadielärare i Mariestad 1978–1981. År 1981 flyttade hon till Gnosjö där hon fortsatte arbeta som mellanstadielärare fram till 1995, då hon startade ett eget småföretag. 1988 invaldes hon i Gnosjö kommunfullmäktige för KDS (sedermera Kristdemokraterna).
Larsson valdes i Kristdemokraternas framgångsval 1998 till riksdagsledamot för Jönköpings läns valkrets och var i den rollen bland annat ledamot i arbetsmarknadsutskottet 1998–2002 och näringsutskottet 2002–2006. Hon var 2004 en av huvudfavoriterna som efterträdare till Alf Svensson på partiledarposten, men avböjde att ställa upp.
2006 tog hon plats i regeringen Reinfeldt som statsråd i Socialdepartementet, under första mandatperioden som äldre- och folkhälsominister och från oktober 2010 som barn- och äldreminister. När regeringen förlorade valet 2014 blev hon också av med sin riksdagsplats. Den 4 maj 2015 tillträdde hon som landshövding i Örebro län, och var förordnad på landshövdingeposten till 31 december 2022.
Hon är gift med Gunnar Larsson och har tre vuxna barn.